# Daniel Svensson (calciatore)
Daniel Svensson (Stoccolma, 12 febbraio 2002) è un calciatore svedese, difensore del Borussia Dortmund, e della nazionale Under-21 svedese.

## Caratteristiche tecniche
È un terzino sinistro.

## Carriera

### Club
Cresciuto nel settore giovanile del Brommapojkarna, debutta in prima squadra il 24 febbraio 2020 in occasione dell'incontro di Svenska Cupen pareggiato 2-2 contro il GIF Sundsvall. Nel marzo seguente viene reso noto il suo acquisto da parte dei danesi del Nordsjælland a partire dal successivo 1º luglio, con un contratto quinquennale valido fino all'estate del 2025.

### Nazionale
Ha giocato nelle nazionali giovanili svedesi Under-17, Under-18, Under-19 ed Under-21.
Il 14 ottobre 2024 ha esordito in nazionale maggiore nel successo esterno in Nations League contro l'Estonia (0-3).

## Statistiche

### Presenze e reti nei club
Statistiche aggiornate al 18 agosto 2024.
| Stagione            | Squadra             | Campionato          | Campionato | Campionato | Coppe nazionali | Coppe nazionali | Coppe nazionali | Coppe continentali | Coppe continentali | Coppe continentali | Altre coppe | Altre coppe | Altre coppe | Totale | Totale |
| Stagione            | Squadra             | Comp                | Pres       | Reti       | Comp            | Pres            | Reti            | Comp               | Pres               | Reti               | Comp        | Pres        | Reti        | Pres   | Reti   |
| ------------------- | ------------------- | ------------------- | ---------- | ---------- | --------------- | --------------- | --------------- | ------------------ | ------------------ | ------------------ | ----------- | ----------- | ----------- | ------ | ------ |
| giu.-lug. 2020      | Brommapojkarna      | D1                  | 6          | 1          | CS              | 3               | 0               | -                  | -                  | -                  | -           | -           | -           | 6      | 1      |
| 2020-2021           | Nordsjælland        | SL                  | 22         | 0          | CD              | 0               | 0               | -                  | -                  | -                  | -           | -           | -           | 22     | 0      |
| 2021-2022           | Nordsjælland        | SL                  | 27         | 1          | CD              | 2               | 0               | -                  | -                  | -                  | -           | -           | -           | 29     | 1      |
| 2022-2023           | Nordsjælland        | SL                  | 29         | 2          | CD              | 6               | 1               | -                  | -                  | -                  | -           | -           | -           | 35     | 3      |
| 2023-2024           | Nordsjælland        | SL                  | 32         | 2          | CD              | 6               | 1               | UECL               | 10                 | 1                  | -           | -           | -           | 48     | 4      |
| 2024-feb. 2025      | Nordsjælland        | SL                  | 17         | 0          | CD              | 2               | 0               | -                  | -                  | -                  | -           | -           | -           | 19     | 0      |
| Totale Nordsjælland | Totale Nordsjælland | Totale Nordsjælland | 127        | 5          |                 | 16              | 2               |                    | 10                 | 1                  |             | -           | -           | 153    | 8      |
| feb.-lug. 2025      | Borussia Dortmund   | BL                  | 12         | 1          | CG              | 0               | 0               | UCL                | 4                  | 0                  | CmC         | 3           | 1           | 19     | 2      |
| Totale carriera     | Totale carriera     | Totale carriera     | 145        | 7          |                 | 19              | 2               |                    | 14                 | 1                  |             | 3           | 1           | 178    | 11     |

### Cronologia presenze e reti in nazionale
| Cronologia completa delle presenze e delle reti in nazionale ― Svezia | Cronologia completa delle presenze e delle reti in nazionale ― Svezia | Cronologia completa delle presenze e delle reti in nazionale ― Svezia | Cronologia completa delle presenze e delle reti in nazionale ― Svezia | Cronologia completa delle presenze e delle reti in nazionale ― Svezia | Cronologia completa delle presenze e delle reti in nazionale ― Svezia | Cronologia completa delle presenze e delle reti in nazionale ― Svezia | Cronologia completa delle presenze e delle reti in nazionale ― Svezia |
| Data                                                                  | Città                                                                 | In casa                                                               | Risultato                                                             | Ospiti                                                                | Competizione                                                          | Reti                                                                  | Note                                                                  |
| --------------------------------------------------------------------- | --------------------------------------------------------------------- | --------------------------------------------------------------------- | --------------------------------------------------------------------- | --------------------------------------------------------------------- | --------------------------------------------------------------------- | --------------------------------------------------------------------- | --------------------------------------------------------------------- |
| 14-10-2024                                                            | Tallinn                                                               | Estonia                                                               | 0 – 3                                                                 | Svezia                                                                | UEFA Nations League 2024-2025 - 1º turno                              | -                                                                     | 89’                                                                   |
| 6-6-2025                                                              | Budapest                                                              | Ungheria                                                              | 0 – 2                                                                 | Svezia                                                                | Amichevole                                                            | -                                                                     | 63’                                                                   |
| 10-6-2025                                                             | Solna                                                                 | Svezia                                                                | 4 – 3                                                                 | Algeria                                                               | Amichevole                                                            | -                                                                     | 72’                                                                   |
| Totale                                                                |                                                                       | Presenze                                                              | 3                                                                     |                                                                       | Reti                                                                  | 0                                                                     |                                                                       |